# Mile Sterjovski
Mile Sterjovski (mac. Миле Стерјовски; ur. 27 maja 1979 w Wollongong) – piłkarz australijski pochodzenia macedońskiego grający na pozycji pomocnika.

## Kariera klubowa
Sterjovski zaczynał karierę w klubie z miasta, w którym się urodził, czyli w Wollongong Wolves. Nie grał tam jednak prawie w ogóle i tak naprawdę dopiero po przenosinach do Sydney do klubu Sydney United zaczął pokazywać swój talent i grać w lidze. Ostatnim klubem australijskim był Parramatta Power. W 2000 roku po Sterjovskiego zgłosił się francuski Lille OSC. W Lille OSC grał przez 4 sezony. Reprezentował ten klub w europejskich pucharach – wystąpił w Lidze Mistrzów oraz Pucharze UEFA. W 2004 roku odszedł jednak i trafił do FC Basel. W sezonie 2004/2005 w barwach tej szwajcarskiej drużyny wystąpił w 1 meczu Ligi Mistrzów i zdobył 1 bramkę. Grał regularnie w lidze i obok rodaka Scotta Chipperfielda był jednym z jaśniejszym punktów drugiej linii. Ma na koncie jeden tytuł mistrza Szwajcarii (2005).
W 2007 roku przeszedł do tureckiego Hacettepe SK, ale po pół roku Sterjovski trafił do Anglii i został piłkarzem Derby County. Razem z nim zajął ostatnie miejsce w tabeli Premier League i spadł do The Championship.
W 2009 roku Sterjovski wrócił do Australii i do 2012 roku grał w Perth Glory. Następnie był zawodnikiem chińskiego Dalian A’erbin, a w tym samym roku wrócił do Australii i podpisał kontrakt z Central Coast Mariners. W 2014 zakończył w nim karierę.
| Sezon   | Klub                   | Kraj       | Rozgrywki              | Mecze | Bramki |
| ------- | ---------------------- | ---------- | ---------------------- | ----- | ------ |
| 1995/96 | Wollongong Wolves      | Australia  | National Soccer League | 2     | 0      |
| 1996/97 | Wollongong Wolves      | Australia  | National Soccer League | 0     | 0      |
| 1997/98 | Sydney United          | Australia  | National Soccer League | 11    | 2      |
| 1998/99 | Sydney United          | Australia  | National Soccer League | 26    | 18     |
| 1999/00 | Parramatta Power       | Australia  | National Soccer League | 31    | 11     |
| 2000/01 | Lille OSC              | Francja    | Ligue 1                | 22    | 4      |
| 2001/02 | Lille OSC              | Francja    | Ligue 1                | 25    | 6      |
| 2002/03 | Lille OSC              | Francja    | Ligue 1                | 23    | 5      |
| 2003/04 | Lille OSC              | Francja    | Ligue 1                | 21    | 0      |
| 2004/05 | FC Basel               | Szwajcaria | Swiss Super League     | 28    | 1      |
| 2005/06 | FC Basel               | Szwajcaria | Swiss Super League     | 31    | 7      |
| 2006/07 | FC Basel               | Szwajcaria | Swiss Super League     | 34    | 7      |
| 2007/08 | Hacettepe SK           | Turcja     | Süper Lig              | 24    | 8      |
| 2007/08 | Derby County           | Anglia     | Premier League         | 12    | 0      |
| 2008/09 | Derby County           | Anglia     | The Championship       | 15    | 2      |
| 2009/10 | Perth Glory            | Australia  | A-League               | 22    | 6      |
| 2010/11 | Perth Glory            | Australia  | A-League               | 23    | 5      |
| 2011/12 | Perth Glory            | Australia  | A-League               | 17    | 4      |
| 2012    | Dalian A’erbin         | Chiny      | Super League           | 14    | 0      |
| 2012/13 | Central Coast Mariners | Australia  | A-League               | 19    | 1      |
| 2013/14 | Central Coast Mariners | Australia  | A-League               | 28    | 3      |

## Kariera reprezentacyjna
W reprezentacji Australii Sterjovski debiutował 15 listopada 2000 roku w zwycięskim 2:0 meczu z reprezentacją Szkocji. Brał udział w Igrzyskach Olimpijskich w 2000. Został także powołany przez Guusa Hiddinka do 23-osobowej kadry na same finały MŚ. W meczach grupowych zagrał w 2 spotkaniach wychodząc w pierwszej jedenastce. Pomógł reprezentacji Australii w historycznym awansie do 1/8 finału Mistrzostw Świata.